# Вице-президент Конфедеративных Штатов Америки
Ви́це-президе́нт Конфедерати́вных Шта́тов Аме́рики (англ. Vice President of the Confederate States of America) — второе по важности должностное лицо в системе исполнительной власти Конфедеративных Штатов. Должность вице-президента Конфедерации существовала с 1861 по 1865 год во время Гражданской войны, когда южные штаты объявили себя независимыми и вышли из состава США.
Первым и единственным вице-президентом КША был Александр Стивенс, избранный вместе с президентом Джефферсоном Дэвисом 6 ноября 1861 года.

## Порядок выборов
Согласно конституции Конфедеративных Штатов Америки, должность вице-президента была почти полностью идентична должности вице-президента США.
Вице-президент избирался коллегией выборщиков вместе с президентом. Если ни один кандидат не получал большинство в коллегии выборщиков, Сенат Конфедерации должен был избирать вице-президента из двух кандидатов, занявших самое высокое место при голосовании (первый становился президентом, второй — вице-президентом). Кандидаты на пост президента и вице-президент не могли представлять один и тот же штат. Как и кандидат на пост президента, вице-президентом мог стать гражданин штата Конфедерации или рождённый в США до 20 декабря 1860 года и прожившим в Конфедеративных Штатах не менее 14 лет.
Основное различие между должностями вице-президента Конфедерации и США состоит в сроке полномочий: вице-президент КША избирался сроком на шесть лет, в то время как вице-президент США избирался на четыре года. Конституционально должность вице-президента не была ограничена количеством сроков для одного человека, в то время как президент мог избираться только один раз. Также остаётся неясным момент, мог ли вице-президент, который вступил в должность президента в середине срока, баллотироваться на второй.

## Полномочия и обязанности
Вице-президент КША являлся председателем Сената — верхней палаты парламента Конфедерации; также в его полномочия входил ряд других общественных обязанностей, которые он осуществлял от имени и по поручению главы государства. Вице-президент являлся первым в линии передачи власти от президента: в случае смерти, ухода в отставку или отрешения от должности пост главы государства переходил к нему.

## Список вице-президентов
Партии:  Демократическая партия США
| № | Фото | Вице-президент    | Начало срока         | Конец срока      | Партия                 | Президент        |
| - | ---- | ----------------- | -------------------- | ---------------- | ---------------------- | ---------------- |
| 1 |      | Александр Стивенс | 11 февраля 1861 года | 11 мая 1865 года | Демократическая партия | Джефферсон Дэвис |